# Будинок 4
Будинок 4 (англ. House IV) — американський трилер режисера Льюіса Абернаті. Фільм вийшов одразу на відео.

## Сюжет
Роджер гине в результаті автокатастрофи, а його родина змушена перебратися в сімейну реліквію — «нехороший дім». Там, як повелося, з ними починає відбуватися всяка тарабарщина, уперемішку з атаками двоюрідного братика, який пристає до вдови Роджера Келлі, щоб вона продала будинок. Така наполегливість викликає певні підозри і Келлі не хоче його продавати…

## У ролях
- Террі Тріз — Келлі Кобб
- Вільям Кетт — Роджер Кобб
- Скотт Баркхолдер — Берк
- Денні Діллон — Верн Кламп
- Мелісса Клейтон — Лорель Кобб
- Даббс Грір — тато
- Нед Ромеро — Езра
- Нед Белламі — Лі
- Джон Сантуччі — Чарльз
- Марк Гаш — Пан Гроссо
- Пол Кіт — слюсар
- Енні О'Доннелл — медсестра
- Кевін Гетц — Pizza Man
- Каролін Мігнайні — Yardsale Woman
- Стів Віновіч — Yardsale Man
- Ребекка Рошфорд — Серафіна
- Джуді Джордан — доктор
- Кейн Ходдер — людина піца (в титрах не вказаний)